# عثمان باشا الوكيل
عثمان باشا الوكيل سياسي عثماني شغل منصب والي مصر منذ 1772 حتى 1773.